# Şirvan (Siirt)
Pour les articles homonymes, voir Chirvan.
Şirvan est un chef lieu de district de la province de Siirt en Turquie.